# 通阳道街道
通阳道街道，是中华人民共和国内蒙古自治区包头市白云鄂博矿区下辖的一个乡镇级行政单位。

## 行政区划
通阳道街道下辖以下地区：
西矿社区、星光社区和祥云社区。